# Liste von Sprengstoffanschlägen im Jahr 2008
Die Liste von Sprengstoffanschlägen im Jahr 2008 erfasst Anschläge mit Sprengladungen und anderen Spreng- und Brandvorrichtungen gegen Einrichtungen und Ansammlungen von Menschen, die im Jahr 2008 passierten. Zu den Formen zählen unter anderem Auto- und Rucksackbomben. Siehe auch Liste von Anschlägen auf Verkehrsflugzeuge.

## Liste
| Datum    | Ereignis                                                                                      | Ort                | Staat       | Tote      | Verletzte | Anmerkung, Quellen |
| -------- | --------------------------------------------------------------------------------------------- | ------------------ | ----------- | --------- | --------- | --- |
| 1. Jan.  | Selbstmordattentat auf Beerdigung                                                             | Bagdad             | Irak        | 36 (+1)   | 30        | [ 1 ] |
| 1. Jan.  | Anschläge mit 2 Motorradbomben und 3 Sprengsätzen auf Hotels                                  | Narathiwat         | Thailand    | 0         | 32        | [ 2 ] |
| 2. Jan.  | Sprengstoffanschlag auf Lazarettbus                                                           | Colombo            | Sri Lanka   | 4         | 24        | [ 3 ] |
| 2. Jan.  | Selbstmordattentat auf Kontrollpunkt                                                          | Baquba             | Irak        | 7 (+1)    | 22        | [ 4 ] |
| 2. Jan.  | Selbstmordattentat mit Autobombe auf Polizeistation                                           | Boumerdes          | Algerien    | 4 (+1)    | 20        | [ 5 ] |
| 3. Jan.  | Anschlag mit Autobombe auf Soldaten                                                           | Diyarbakır         | Türkei      | 4         | 68        | [ 6 ] |
| 10. Jan. | Selbstmordattentat auf Gerichtsgebäude                                                        | Lahore             | Pakistan    | 23 (+1)   |           | [ 7 ] |
| 14. Jan. | Anschlag mit Motorradbombe auf Markt                                                          | Karatschi          | Pakistan    | 9         | 35        | [ 8 ] |
| 14. Jan. | Anschlag mit Motorradbombe auf Markt                                                          | Yala               | Thailand    | 0         | 37        | [ 9 ] |
| 16. Jan. | Anschlag mit Autobombe auf Fahrzeug der US-Botschaft                                          | nahe Beirut        | Libanon     | 3         | 25        | [ 10 ] |
| 16. Jan. | Anschlag mit Schwertern, Schusswaffen und Sprengstoff auf Bus                                 | Uva                | Sri Lanka   | 26        | 60+       | [ 11 ] |
| 16. Jan. | Anschlag mit Motorradbombe auf Zivilisten                                                     | Yala               | Thailand    | 0         | 44        | [ 12 ] |
| 17. Jan. | Selbstmordattentat auf Moschee                                                                | Peschawar          | Pakistan    | 8 (+1)    | 20        | [ 13 ] |
| 19. Jan. | Raketenangriff auf Markt                                                                      | Tal Afar           | Irak        | 7         | 20        | [ 14 ] |
| 22. Jan. | Selbstmordattentat auf Schule                                                                 | Baquba             | Irak        | 1 (+1)    | 21        | [ 15 ] |
| 23. Jan. | Sprengstoffanschlag auf Zivilisten                                                            | Mossul             | Irak        | 7         | 70        | [ 16 ] |
| 28. Jan. | Selbstmordattentat mit Autobombe auf Polizeistation                                           | Thénia             | Algerien    | 4 (+1)    | 20        | [ 17 ] |
| 30. Jan. | Sprengstoffanschlag auf Kundgebung                                                            | Birganj            | Nepal       | 0         | 45        | [ 18 ] |
| 30. Jan. | Sprengstoffanschlag auf Konservenfabrik                                                       | General Santos     | Philippinen | 3         | 27        | [ 19 ] |
| 1. Feb.  | Selbstmordattentat auf Markt                                                                  | Bagdad             | Irak        | 88 (+2)   | 130       | [ 20 ] |
| 2. Feb.  | Sprengstoffanschlag auf Bus                                                                   | Dambulla           | Sri Lanka   | 18        | 50+       | [ 21 ] |
| 2. Feb.  | Selbstmordattentat auf Passagierzug in Bahnhof                                                | Ambepussa          | Sri Lanka   | 7 (+1)    | 100       | [ 22 ] |
| 4. Feb.  | Selbstmordattentat mit Motorradbombe auf Militärfahrzeug                                      | Rawalpindi         | Pakistan    | 8 (+1)    | 25        | [ 23 ] |
| 5. Feb.  | Granatenangriff auf Zivilisten                                                                | Boosaaso           | Somalia     | 21        | 100       | [ 24 ] |
| 9. Feb.  | Selbstmordattentat auf Kundgebung                                                             | Charsadda          | Pakistan    | 17 (+1)   | 25        | [ 25 ] |
| 10. Feb. | Selbstmordattentat mit Autobombe auf Kontrollpunkt                                            | Balad              | Irak        | 22 (+1)   | 40        | [ 26 ] |
| 11. Feb. | Anschlag mit 2 Autobomben auf Stammesversammlung                                              | Bagdad             | Irak        | 11        | 20        | [ 27 ] |
| 14. Feb. | Anschlag mit Autobombe auf Markt                                                              | Bagdad             | Irak        | 5         | 30        | [ 28 ] |
| 16. Feb. | Selbstmordattentat mit Autobombe auf Parteigebäude                                            | Parachinar         | Pakistan    | 37 (+1)   | 93        | [ 29 ] |
| 17. Feb. | Selbstmordattentat auf Veranstaltung und Zivilisten                                           | Kandahar           | Afghanistan | ~100 (+1) | ~100      | [ 30 ] |
| 18. Feb. | Selbstmordattentat mit Autobombe auf NATO-Streitkräfte, Markt und Zivilisten                  | Spin Boldak        | Afghanistan | 38 (+1)   | 41        | [ 31 ] |
| 24. Feb. | Selbstmordattentat auf schiitische Pilger                                                     | Iskandariya        | Irak        | 63 (+1)   | 68        | [ 32 ] |
| 24. Feb. | Sprengstoffanschlag auf schiitische Pilger                                                    | nahe Kerbela       | Irak        | 4         | 26        | [ 33 ] |
| 25. Feb. | Selbstmordattentat auf Sanitätsinspektor und Zivilisten                                       | Rawalpindi         | Pakistan    | 8 (+1)    | 20        | [ 34 ] |
| 1. Mrz.  | Selbstmordattentat mit Autobombe auf Militärpatrouille                                        | Khar               | Pakistan    | 1 (+1)    | 21        | [ 35 ] |
| 2. Mrz.  | Selbstmordattentat auf Stammesversammlung                                                     | Khyber Pakhtunkhwa | Pakistan    | 42 (+1)   | 100+      | [ 36 ] |
| 3. Mrz.  | Anschlag mit Autobombe auf Militärpatrouille und Zivilisten                                   | Bagdad             | Irak        | 12        | 46        | [ 37 ] |
| 6. Mrz.  | Anschlag mit Sprengsatz und Selbstmordattentäter auf Zivilisten und Ersthelfer                | Bagdad             | Irak        | 55 (+1)   | 130       | [ 38 ] |
| 10. Mrz. | Anschlag mit Autobombe auf Hotel und Zivilisten                                               | Bagdad             | Irak        | 1 (+1)    | 30        | [ 39 ] |
| 11. Mrz. | Selbstmordattentat auf Polizeigebäude                                                         | Lahore             | Pakistan    | 25 (+2)   | 200       | [ 40 ] |
| 11. Mrz. | Anschlag mit Landmine auf Bus                                                                 | Basra              | Irak        | 16        | 22        | [ 41 ] |
| 13. Mrz. | Anschlag mit Autobombe auf Zivilisten                                                         | Bagdad             | Irak        | 28        |           | [ 42 ] |
| 13. Mrz. | Sprengstoffanschlag auf Bar und Zivilisten                                                    | Qinzhou            | China       | 2         | 36        | [ 43 ] |
| 15. Mrz. | Granatenangriff auf Veranstaltung                                                             | Assam              | Indien      | 4         | 53        | [ 44 ] |
| 16. Mrz. | Sprengstoffanschlag auf Militärkonvoi                                                         | Jijel              | Algerien    | 1         | 20        | [ 45 ] |
| 17. Mrz. | Selbstmordattentat auf Café                                                                   | Kerbela            | Irak        | 39 (+1)   | 65        | [ 46 ] |
| 18. Mrz. | Anschlag mit Autobombe auf Elektronikladen                                                    | Mossul             | Irak        | 4         | 40        | [ 47 ] |
| 19. Mrz. | Sprengstoffanschlag auf Brücke                                                                | Srinagar           | Indien      | 0         | 24        | [ 48 ] |
| 21. Mrz. | Anschlag mit Autobombe auf Polizeistation                                                     | Calahorra          | Spanien     | 0         | 1         | [ 49 ] |
| 23. Mrz. | Anschlag mit Raketen und Mörsern auf Militärstützpunkte, US-Botschaft und Zivilisten          | nahe Bagdad        | Irak        | 13        | 20        | [ 50 ] |
| 23. Mrz. | Selbstmordattentat mit Autobombe auf Militärstützpunkt                                        | Mossul             | Irak        | 12 (+1)   | 42        | [ 51 ] |
| 29. Mrz. | Mörserangriff auf den Präsidentenpalast                                                       | Mogadischu         | Somalia     | 16        | 20        | [ 52 ] |
| 4. Apr.  | Selbstmordattentat auf Beerdigung                                                             | Diyala             | Irak        | 14 (+1)   | 27        | [ 53 ] |
| 6. Apr.  | Selbstmordattentat auf den Straßenbauminister                                                 | Westprovinz        | Sri Lanka   | 14 (+1)   | 83        | [ 54 ] |
| 9. Apr.  | Mörserangriffe auf US-Sicherheitskräfte und Beerdigung                                        | Bagdad             | Irak        | 7         | 27        | [ 55 ] |
| 9. Apr.  | Selbstmordattentat mit Autobombe auf Kontrollpunkt und Zivilisten                             | nahe Mossul        | Irak        | 1 (+1)    | 25        | [ 56 ] |
| 9. Apr.  | Raketenangriff auf Gemeinde                                                                   | Bagdad             | Irak        | 5         | 22        | [ 57 ] |
| 10. Apr. | Selbstmordattentat mit Autobombe auf NATO-Konvoi                                              | Kandahar           | Afghanistan | 9 (+1)    | 27        | [ 58 ] |
| 10. Apr. | Sprengstoffanschlag auf Markt                                                                 | Howraghat          | Indien      | 0         | 35        | [ 59 ] |
| 12. Apr. | Sprengstoffanschlag auf Moschee                                                               | Schiras            | Iran        | 12        | 200       | [ 60 ] |
| 14. Apr. | Selbstmordattentat auf Beerdigung                                                             | Tal Afar           | Irak        | 3 (+1)    | 30        | [ 61 ] |
| 15. Apr. | Selbstmordattentat auf Restaurant                                                             | Ramadi             | Irak        | 12 (+1)   | 20        | [ 62 ] |
| 15. Apr. | Anschlag mit Autobombe auf Gerichtsgebäude                                                    | Baquba             | Irak        | 42        | 80        | [ 63 ] |
| 17. Apr. | Selbstmordattentat auf Beerdigung                                                             | Diyala             | Irak        | 45 (+1)   | 60        | [ 64 ] |
| 17. Apr. | Selbstmordattentat auf Moschee                                                                | Sarandsch          | Afghanistan | 24 (+1)   | 30+       | [ 65 ] |
| 17. Apr. | Sprengstoffanschlag auf Parteibüro                                                            | Bilbao             | Spanien     | 0         | 7         | [ 66 ] |
| 26. Apr. | Sprengstoffanschlag auf Bus                                                                   | Colombo            | Sri Lanka   | 26        | 70        | [ 67 ] |
| 29. Apr. | Selbstmordattentat mit Schusswaffen auf Polizisten                                            | Nangarhar          | Afghanistan | 18 (+1)   | 30+       | [ 68 ] |
| 1. Mai   | Sprengstoffanschlag auf Hochzeit und Zivilisten                                               | Baladruz           | Irak        | 45        | 75        | [ 69 ] |
| 1. Mai   | Anschlag mit Autobombe auf Restaurant                                                         | nahe Tikrit        | Irak        | 2         | 26        | [ 70 ] |
| 2. Mai   | Anschlag mit Motorradbombe auf Moschee                                                        | Sadah              | Jemen       | 15        | 60        | [ 71 ] |
| 7. Mai   | Anschlag mit Panzerfäusten und Schusswaffen auf Soldaten und Zivilisten                       | Tripoli            | Libanon     | 40        | 11        | [ 72 ] |
| 9. Mai   | Sprengstoffanschlag auf Hotel                                                                 | Ampara             | Sri Lanka   | 11        | 29        | [ 73 ] |
| 9. Mai   | Sprengstoffanschlag auf Restaurant                                                            | Quetta             | Pakistan    | 0         | 24        | [ 74 ] |
| 14. Mai  | Selbstmordattentat auf Beerdigung                                                             | al-Anbar           | Irak        | 30 (+1)   | 20        | [ 75 ] |
| 14. Mai  | Anschlag mit Autobombe auf Polizeikaserne                                                     | Legutio            | Spanien     | 1         | 4         | [ 76 ] |
| 14. Mai  | Raketenangriff auf Einkaufszentrum                                                            | Aschkelon          | Israel      | 0         | 62        | [ 77 ] |
| 16. Mai  | Selbstmordattentat mit Motorradbombe auf Polizisten und Zivilisten                            | Colombo            | Sri Lanka   | 10 (+1)   | 95        | [ 78 ] |
| 26. Mai  | Sprengstoffanschlag auf Zug                                                                   | Colombo            | Sri Lanka   | 9         | 70        | [ 79 ] |
| 27. Mai  | Anschlag mit Autobombe auf Markt                                                              | Tal Afar           | Irak        | 3+        | 27+       | [ 80 ] |
| 29. Mai  | Artillerieangriff auf Infrastruktur                                                           | nahe Jaffna        | Sri Lanka   | 6         | 20        | [ 81 ] |
| 29. Mai  | Selbstmordattentat auf Polizeirekruten                                                        | Sindschar          | Irak        | 16 (+1)   | 21        | [ 82 ] |
| 4. Jun.  | Mörserangriff auf Zivilisten                                                                  | Bagdad             | Irak        | 18        | 29        | [ 83 ] |
| 5. Jun.  | Selbstmordattentat mit Autobombe auf Regierungsgebäude                                        | Chost              | Afghanistan | 0 (+1)    | 23        | [ 84 ] |
| 6. Jun.  | Anschlag mit Landmine auf Bus                                                                 | nahe Moratuwa      | Sri Lanka   | 22        | 60        | [ 85 ] |
| 6. Jun.  | Sprengstoffanschlag auf Bus                                                                   | Kandy              | Sri Lanka   | 1 (+1)    | 20        | [ 86 ] |
| 8. Jun.  | Sprengstoffanschlag auf Polizeirekrutierungszentrum                                           | nahe Bagdad        | Irak        | 4         | 23        | [ 87 ] |
| 9. Jun.  | Sprengstoffanschlag auf Bushaltestelle                                                        | Bouira             | Algerien    | 20        | 0         | [ 88 ] |
| 11. Jun. | Sprengstoffanschlag auf Zivilisten                                                            | Yiwu               | China       | 1         | 35        | [ 89 ] |
| 14. Jun. | Selbstmordattentat auf Café und Polizisten                                                    | Diyala             | Irak        | 0 (+1)    | 39        | [ 90 ] |
| 16. Jun. | Selbstmordattentat mit Motorradbombe auf Polizeigebäude                                       | Vavuniya           | Sri Lanka   | 12 (+1)   | 40        | [ 91 ] |
| 17. Jun. | Anschlag mit Autobombe auf Zivilisten                                                         | Bagdad             | Irak        | 63        | 75        | [ 92 ] |
| 22. Jun. | Mörserangriff auf Milizhauptquartier                                                          | nahe Baquba        | Irak        | 10        | 24        | [ 93 ] |
| 22. Jun. | Schusswaffen- und Artillerieangriff auf Parteimitglieder                                      | Tripoli            | Libanon     | 4         | 35        | [ 94 ] |
| 22. Jun. | Anschlag mit Schusswaffen und Panzerfäusten auf Parteimitglieder                              | Tripoli            | Libanon     | 10        | 47        | [ 95 ] |
| 26. Jun. | Selbstmordattentat auf Stammesversammlung                                                     | al-Anbar           | Irak        | 20 (+1)   | 17        | [ 96 ] |
| 26. Jun. | Anschlag mit Autobombe und Rakete auf Regierungsgebäude                                       | nahe Mossul        | Irak        | 18        | 67        | [ 97 ] [ 98 ] |
| 28. Jun. | Sprengstoffanschlag auf Zivilisten                                                            | Tripoli            | Libanon     | 2         | 26        | [ 99 ] |
| 29. Jun. | Sprengstoffanschlag auf Polizisten und Zivilisten                                             | Assam              | Indien      | 6         | 35        | [ 100 ] |
| 30. Jun. | Anschlag mit Autobombe auf Zivilisten                                                         | Mossul             | Irak        | 1         | 25        | [ 101 ] |
| 1. Jul.  | Anschlag mit Autobombe auf Zivilisten                                                         | Ninawa             | Irak        | 1 (+1)    | 40        | [ 102 ] |
| 2. Jul.  | Granatenangriff auf Demonstranten                                                             | Bhaderwah          | Indien      | 1         | 20        | [ 103 ] |
| 4. Jul.  | Sprengstoffanschlag auf Konzertbesucher                                                       | Minsk              | Belarus     | 0         | 50        | [ 104 ] |
| 6. Jul.  | Selbstmordattentat auf Polizeistation                                                         | Islamabad          | Pakistan    | 19 (+1)   | 40        | [ 105 ] |
| 7. Jul.  | Selbstmordattentat mit Autobombe auf die indische Botschaft                                   | Kabul              | Afghanistan | 57 (+1)   | 141       | [ 106 ] |
| 7. Jul.  | Mörserangriff auf den Präsidentenpalast                                                       | Baidoa             | Somalia     | 11        | 20        | [ 107 ] |
| 9. Jul.  | Anschlag mit Schusswaffen und Raketen auf Parteimitglieder                                    | Tripoli            | Libanon     | 5         | 80        | [ 108 ] |
| 13. Jul. | Selbstmordattentat auf Markt und Polizeifahrzeug                                              | Dehrawud           | Afghanistan | 24 (+1)   | 35        | [ 109 ] |
| 15. Jul. | Selbstmordattentat auf Armeerekruten                                                          | Baquba             | Irak        | 31 (+2)   | 55        | [ 110 ] |
| 16. Jul. | Anschlag mit Autobombe auf Markt                                                              | Tal Afar           | Irak        | 16        | 94        | [ 111 ] |
| 16. Jul. | Anschlag mit Landmine auf Polizeifahrzeug                                                     | Malkangiri         | Indien      | 20        | 0         | [ 112 ] |
| 17. Jul. | Granatenangriff auf Bushaltestelle                                                            | Banihal            | Indien      | 0         | 42        | [ 113 ] |
| 20. Jul. | Sprengstoffanschlag auf Golfplatz                                                             | Noja               | Spanien     | 0         | 1         | [ 114 ] |
| 24. Jul. | Sprengstoffanschlag auf Bus                                                                   | Digos              | Philippinen | 3         | 35        | [ 115 ] |
| 25. Jul. | Anschlag mit Schusswaffen und Sprengstoff auf Moschee und Parteimitglieder                    | Tripoli            | Libanon     | 8         | 33        | [ 116 ] |
| 26. Jul. | Bombenanschläge in Ahmedabad 2008                                                             | Ahmedabad          | Indien      | 56        | 200       | [ 117 ] [ 118 ] [ 119 ] [ 120 ] [ 121 ] [ 122 ] [ 123 ] [ 124 ] [ 125 ] [ 126 ] [ 127 ] [ 128 ] [ 129 ] [ 130 ] [ 131 ] [ 132 ] [ 133 ] |
| 26. Jul. | Anschlag mit Schusswaffen und Sprengstoff auf Milizionäre                                     | Tripoli            | Libanon     | 3         | 27        | [ 134 ] |
| 27. Jul. | Sprengstoffanschlag auf Einkaufszentrum                                                       | Istanbul           | Türkei      | 17        | 154       | [ 135 ] |
| 27. Jul. | Granatenangriff auf Veranstaltung                                                             | Gitega             | Burundi     | 2         | 45        | [ 136 ] |
| 28. Jul. | Anschlag mit 3 Selbstmordattentäterinnen und Sprengsatz auf Pilger                            | Bagdad             | Irak        | 29 (+3)   | 102       | [ 137 ] [ 138 ] |
| 28. Jul. | Selbstmordattentat auf kurdische Demonstranten                                                | Kirkuk             | Irak        | 25 (+2)   | 185       | [ 139 ] |
| 3. Aug.  | Anschlag mit Autobombe auf Passamt                                                            | Bagdad             | Irak        | 12        | 22        | [ 140 ] |
| 3. Aug.  | Selbstmordattentat mit Autobombe auf Polizeischüler                                           | Tizi Ouzou         | Algerien    | 0 (+1)    | 25        | [ 141 ] |
| 3. Aug.  | Sprengstoffanschlag auf Straßenkehrerinnen                                                    | Mogadischu         | Somalia     | 20        | 45        | [ 142 ] |
| 8. Aug.  | Anschlag mit Autobombe auf Markt                                                              | Tal Afar           | Irak        | 21        | 71        | [ 143 ] |
| 10. Aug. | Selbstmordattentat mit Autobombe auf Zivilisten                                               | Chanaqin           | Irak        | 2 (+1)    | 22        | [ 144 ] |
| 13. Aug. | Sprengstoffanschlag auf Bus                                                                   | Tripoli            | Libanon     | 18        | 43        | [ 145 ] |
| 13. Aug. | Selbstmordattentat auf Zivilisten                                                             | Lahore             | Pakistan    | 10 (+1)   | 40        | [ 146 ] |
| 14. Aug. | Sprengstoffanschlag auf Zivilisten                                                            | Ituango            | Kolumbien   | 7         | 52        | [ 147 ] |
| 14. Aug. | Selbstmordattentat auf schiitische Pilger                                                     | Babil              | Irak        | 23 (+2)   | 76        | [ 148 ] |
| 14. Aug. | Selbstmordattentat auf Polizeistation                                                         | Lahore             | Pakistan    | 8 (+1)    | 33        | [ 149 ] |
| 16. Aug. | Anschlag mit Autobombe auf Zivilisten                                                         | Balad              | Irak        | 9         | 40        | [ 150 ] |
| 17. Aug. | Anschlag mit Autobombe auf Kontrollpunkt                                                      | Peking             | China       | 0         | 20        | [ 151 ] |
| 17. Aug. | Selbstmordattentat auf Markt und Zivilisten                                                   | Bagdad             | Irak        | 15 (+1)   | 30        | [ 152 ] |
| 19. Aug. | Selbstmordattentat auf Krankenhaus und Zivilisten                                             | Dera Ismail Khan   | Pakistan    | 27 (+1)   | 30        | [ 153 ] |
| 19. Aug. | Selbstmordattentat mit Autobombe auf Polizeischüler                                           | Boumerdes          | Algerien    | 43 (+1)   | 45        | [ 154 ] |
| 20. Aug. | Anschlag mit Landmine und Schusswaffen auf Milizionäre und Zivilisten                         | Kismaayo           | Somalia     | 28        | 39        | [ 155 ] |
| 21. Aug. | Selbstmordattentat auf Waffenfabrik                                                           | Islamabad          | Pakistan    | 62 (+2)   | 100+      | [ 156 ] |
| 21. Aug. | Anschlag mit Auto- und Motorradbombe auf Restaurant und Rettungskräfte                        | Narathiwat         | Thailand    | 2         | 30        | [ 157 ] [ 158 ] |
| 24. Aug. | Selbstmordattentat auf Residenz                                                               | al-Anbar           | Irak        | 30 (+1)   | 42        | [ 159 ] |
| 26. Aug. | Sprengstoffanschlag auf Hotel                                                                 | nahe Islamabad     | Pakistan    | 8         | 20        | [ 160 ] |
| 26. Aug. | Selbstmordattentat mit Autobombe auf Polizeirekruten                                          | Jalawla            | Irak        | 25 (+1)   | 40        | [ 161 ] |
| 27. Aug. | Selbstmordattentat mit Autobombe auf Zivilisten                                               | Tal Afar           | Irak        | 0 (+1)    | 22        | [ 162 ] |
| 1. Sep.  | Anschlag mit Autobombe auf Gerichtsgebäude                                                    | Cali               | Kolumbien   | 5         | 26        | [ 163 ] |
| 10. Sep. | Anschlag mit Schusswaffen und Granaten auf Moschee                                            | Khyber Pakhtunkhwa | Pakistan    | 25        | 50        | [ 164 ] |
| 13. Sep. | Bombenanschläge in Delhi am 13. September 2008                                                | Neu-Delhi          | Indien      | 24        | 63        | [ 165 ] [ 166 ] [ 167 ] [ 168 ] [ 169 ] [ 170 ] [ 171 ]                                                                                 |
| 15. Sep. | Granatenangriff auf Polizisten und Zivilisten                                                 | Morelia            | Mexiko      | 8         | 132       | [ 172 ] |
| 17. Sep. | Anschlag mit 2 Autobomben auf Krankenhaus                                                     | Bagdad             | Irak        | 8         | 25        | [ 173 ] |
| 18. Sep. | Sprengstoffanschlag auf Regierungsgebäude und Markt                                           | Bongaigaon         | Indien      | 0         | 22        | [ 174 ] |
| 20. Sep. | Bombenanschlag auf das Marriott-Hotel in Islamabad                                            | Islamabad          | Pakistan    | 60+ (+1)  | 250+      | [ 175 ] |
| 21. Sep. | Anschlag mit 2 Autobomben auf Polizeistation                                                  | Ondarroa           | Spanien     | 0         | 21        | [ 176 ] [ 177 ] |
| 22. Sep. | Mörserangriff auf Markt                                                                       | Mogadischu         | Somalia     | 30        | 60        | [ 178 ] |
| 22. Sep. | Anschlag mit Autobombe auf Militärakademie                                                    | Santoña            | Spanien     | 1         | 6         | [ 179 ] |
| 27. Sep. | Sprengstoffanschlag auf Blumenmarkt und Zivilisten                                            | Neu-Delhi          | Indien      | 3         | 22        | [ 180 ] |
| 28. Sep. | Anschlag mit Selbstmordattentäter und Autobomben auf Moschee, Polizisten und Zivilisten       | Bagdad             | Irak        | 27 (+1)   | 85+       | [ 181 ] [ 182 ] [ 183 ] [ 184 ] |
| 28. Sep. | Sprengstoffanschlag auf Sport-Bar                                                             | Addis Abeba        | Äthiopien   | 7         | 24        | [ 185 ] |
| 29. Sep. | Anschlag mit Motorradbombe auf Hotel und Moschee                                              | Malegaon           | Indien      | 4         | 61        | [ 186 ] |
| 29. Sep. | Granatenangriff auf Zivilisten                                                                | Kattankudy         | Sri Lanka   | 0         | 21        | [ 187 ] |
| 30. Sep. | Anschlag mit 6 Sprengsätzen auf Meditationszentrum, Märkte und Bus                            | nahe Agartala      | Indien      | 4         | 76        | [ 188 ] [ 189 ] [ 190 ] [ 191 ] [ 192 ]                                                                                                 |
| 1. Okt.  | Anschlag mit Autobombe auf Zivilisten                                                         | Balad              | Irak        | 4         | 30        | [ 193 ] |
| 2. Okt.  | Selbstmordattentat auf Moschee                                                                | Bagdad             | Irak        | 12 (+1)   | 25        | [ 194 ] |
| 7. Okt.  | Mörserangriff auf die Präsidentenresidenz                                                     | Mogadischu         | Somalia     | 20        | 35        | [ 195 ] |
| 23. Okt. | Selbstmordattentat mit Autobombe auf den Konvoi des Arbeitsministers                          | Bagdad             | Irak        | 11 (+1)   | 22        | [ 196 ] |
| 23. Okt. | Selbstmordattentat mit Autobombe auf den Konvoi des Sozialministers                           | Bagdad             | Irak        | 10 (+1)   | 26        | [ 197 ] |
| 30. Okt. | Anschlagsserie in Assam 2008                                                                  | Assam              | Indien      | 81        | 470       | [ 198 ] [ 199 ] |
| 30. Okt. | Anschlag mit Autobombe auf Universität                                                        | Pamplona           | Spanien     | 0         | 17        | [ 200 ] |
| 31. Okt. | Selbstmordattentat auf Polizeikonvoi                                                          | nahe Mardan        | Pakistan    | 8 (+1)    | 22        | [ 201 ] |
| 4. Nov.  | Anschlag mit Autobomben auf Regierungsgebäude und Teeläden                                    | Sukhirin           | Thailand    | 1         | 70        | [ 202 ] [ 203 ] [ 204 ] |
| 5. Nov.  | Selbstmordattentat auf Minibus mit Zivilisten                                                 | Wladikawkas        | Russland    | 11 (+1)   | 40        | [ 205 ] |
| 6. Nov.  | Selbstmordattentat auf Stammesversammlung                                                     | Khyber Pakhtunkhwa | Pakistan    | 17 (+1)   | 45        | [ 206 ] |
| 10. Nov. | Anschlag mit Selbstmordattentäter und Sprengsatz auf Schulbus und eintreffende Rettungskräfte | Bagdad             | Irak        | 31 (+1)   | 71        | [ 207 ] |
| 12. Nov. | Selbstmordattentat mit Autobombe auf Regierungsgebäude                                        | Kandahar           | Afghanistan | 6 (+1)    | 42        | [ 208 ] |
| 12. Nov. | Anschlag mit Autobombe und Sprengsatz auf Zivilisten und Rettungskräfte                       | Bagdad             | Irak        | 12        | 60        | [ 209 ] |
| 15. Nov. | Anschlag mit Autobombe auf Theater                                                            | Bagdad             | Irak        | 5         | 23        | [ 210 ] |
| 15. Nov. | Selbstmordattentat mit Autobombe auf Markt und Zivilisten                                     | Tal Afar           | Irak        | 11 (+1)   | 36        | [ 211 ] |
| 20. Nov. | Granatenangriff auf Gelbhemden                                                                | Bangkok            | Thailand    | 1         | 22        | [ 212 ] |
| 21. Nov. | Sprengstoffanschlag auf Beerdigung                                                            | Khyber Pakhtunkhwa | Pakistan    | 10        | 40        | [ 213 ] |
| 21. Nov. | Granatenangriff auf Hochzeitsfeier                                                            | Tscharikar         | Afghanistan | 8         | 62        | [ 214 ] |
| 26. Nov. | Anschläge am 26. November 2008 in Mumbai                                                      | Mumbai             | Indien      | 172 (+11) | 327+ (+1) | [ 215 ] [ 215 ] [ 216 ] [ 217 ] [ 218 ] [ 219 ] [ 220 ] [ 221 ]                                                                         |
| 28. Nov. | Selbstmordattentat auf Moschee                                                                | Babil              | Irak        | 12 (+1)   | 23        | [ 222 ] |
| 29. Nov. | Granatenangriff auf Gelbhemden                                                                | Bangkok            | Thailand    | 1         | 46        | [ 223 ] |
| 1. Dez.  | Selbstmordattentate mit Autobombe auf Polizeirekruten                                         | Bagdad             | Irak        | 15 (+2)   | 46        | [ 224 ] |
| 2. Dez.  | Sprengstoffanschlag auf Passagierzug                                                          | Diphu              | Indien      | 3         | 30        | [ 225 ] |
| 2. Dez.  | Granatenangriff auf Gelbhemden                                                                | nahe Bangkok       | Thailand    | 1         | 22        | [ 226 ] |
| 5. Dez.  | Anschlag mit Autobombe auf Wahllokal                                                          | Peschawar          | Pakistan    | 27        | 50        | [ 227 ] |
| 7. Dez.  | Sprengstoffanschlag auf den Bürgermeister                                                     | Baquba             | Irak        | 3         | 43        | [ 228 ] |
| 11. Dez. | Selbstmordattentat auf Restaurant                                                             | nahe Kirkuk        | Irak        | 55 (+1)   | 120       | [ 229 ] |
| 17. Dez. | Anschlag mit Autobombe und Sprengsatz auf Verkehrspolizeistreife und Zivilisten               | Bagdad             | Irak        | 18        | 65        | [ 230 ] |
| 18. Dez. | Sprengstoffanschlag auf Kaufhäuser                                                            | General Santos     | Philippinen | 2         | 41        | [ 231 ] [ 232 ] |
| 23. Dez. | Granatenangriff auf Restaurant                                                                | Basilan            | Philippinen | 0         | 26        | [ 233 ] |
| 25. Dez. | Anschlag mit Autobombe auf Restaurant                                                         | Bagdad             | Irak        | 6         | 25        | [ 234 ] |
| 27. Dez. | Anschlag mit Autobombe auf Zivilisten                                                         | nahe Bagdad        | Irak        | 25        | 54        | [ 235 ] |
| 28. Dez. | Selbstmordattentat mit Autobombe auf Stammesversammlung                                       | Chost              | Afghanistan | 16 (+1)   | 58        | [ 236 ] |
| 28. Dez. | Selbstmordattentat auf Demonstration                                                          | nahe Mossul        | Irak        | 4 (+1)    | 21        | [ 237 ] |
| 28. Dez. | Selbstmordattentat mit Autobombe auf Wahllokal und Schule                                     | Khyber Pakhtunkhwa | Pakistan    | 23 (+1)   | 16        | [ 238 ] |
| 29. Dez. | Selbstmordattentat auf Polizisten                                                             | nahe Saravan       | Iran        | 1 (+1)    | 20        | [ 239 ] |
| 31. Dez. | Anschlag mit Autobombe auf Radio- und Fernsehsender                                           | Bilbao             | Spanien     | 0         | 1         | [ 240 ] |
| 31. Dez. | Anschlag mit Autobombe auf Markt                                                              | nahe Sindschar     | Irak        | 5         | 50        | [ 241 ] |
| 31. Dez. | Granatenangriff auf Polizisten und Zivilisten                                                 | General Santos     | Philippinen | 0         | 22        | [ 242 ] |